# Shirley Jeffries

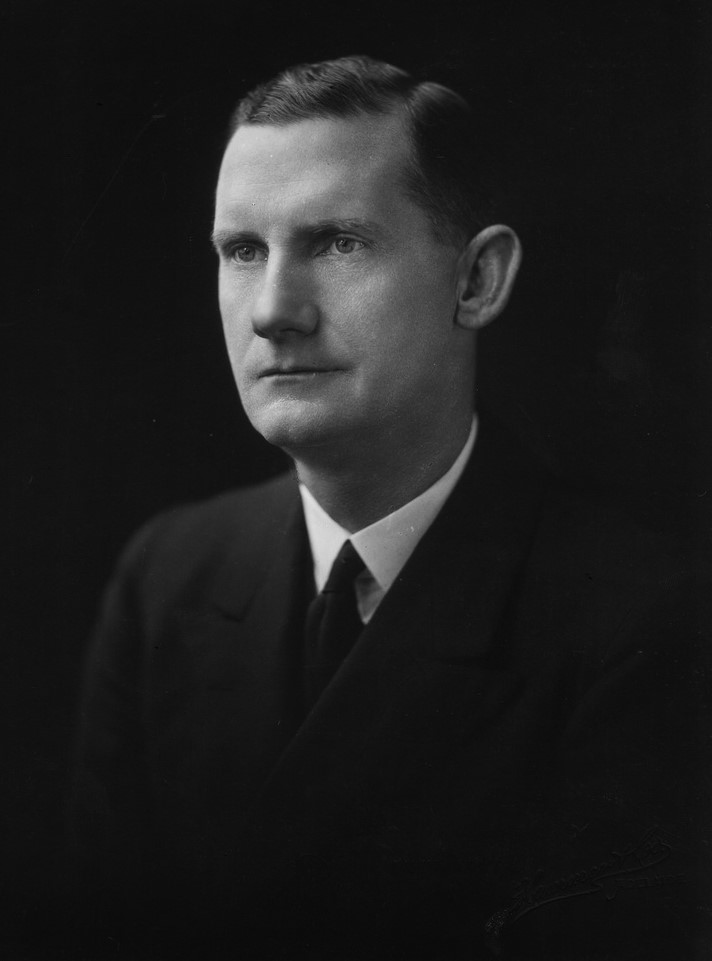
Shirley Williams (1934)

Hon. Sir Shirley Williams Jeffries (* 28. Februar 1886 in Crompton, Lancashire, England; † 13. September 1963 in Leabrook, South Australia) war ein australischer Politiker der Liberal Federation und später der Liberal and Country League (LCL), der zwischen 1927 und 1930, von 1933 bis 1944 sowie erneut zwischen 1947 und 1953 Mitglied des South Australian House of Assembly sowie in der zweiten Regierung von Premier Richard Layton Butler von 1933 bis 1938 sowie in der Regierung von Premier Thomas Playford IV zwischen 1938 und 1944 mehrere Ministerämter bekleidete. Er war außerdem Australian-Football-Spieler in der South Australian National Football League (SANFL).

## Leben

### Australian-Football-Spieler, Rechtsanwalt und Mitglied desSouth Australian House of Assembly
Shirley Williams Jeffries war ein Sohn des wesleyanischen Geistlichen William Jeffries und Mercy Wibmer Jeffries sowie der jüngere Bruder des Mediziners und Arztes Lewis Wibmer Jeffries (1884–1971). Die Familie wanderte 1890 nach South Australia aus und besuchte von 1900 und 1904 des Prince Alfred College. Daraufhin begann er ein Studium der Rechtswissenschaften an der University of Adelaide, welches er 1909 mit einem Bachelor of Laws (LL.B.) abschloss. Zu dieser Zeit war er außerdem Australian-Football-Spieler in der South Australian National Football League (SANFL) und spielte für den Norwood Football Club, mit denen er 1907 die Championship of Australia gewann, sowie 1908 für den Sturt Football Club. Nach seiner weiteren juristischen Ausbildung in der Anwaltskanzlei Bakewell, Stow & Piper und seiner anwaltlichen Zulassung am 23. April 1910 nahm er zunächst eine Tätigkeit als Rechtsanwalt in der Kanzlei Fisher, Jeffries, Brebner & Taylor in Adelaide auf, in der er zuletzt Seniorpartner war.
Nachdem Jeffries bei der Wahl am 5. April 1924 noch gegen den Wahlkreisinhaber Stanley Whitford von der Australian Labor Party (ALP) im damaligen Zwei-Personen-Wahlkreis North Adelaide verloren hatte, konnte er sich gegen diesen bei der Wahl am 26. März 1927 durchsetzen und wurde als Vertreter der Liberal Federation erstmals zum Mitglied des South Australian House of Assembly gewählt, des Unterhauses des Parlaments von South Australia. Er verlor diesen Wahlkreis jedoch zunächst bei der Wahl am 5. April 1930 an den Herausforderer von der Labor Party, Walter Warne. Bei der darauf folgenden Wahl am 8. April 1933 wurde er für die Liberal and Country League (LCL) im Zwei-Personen-Wahlkreis North Adelaide erneut zum Mitglied der Legislativversammlung gewählt und konnte sich dieses Mal gegen Walter Warne durchsetzen. Er vertrat diesen Wahlkreis bis zu dessen Auflösung zum 18. März 1938 und wurde daraufhin für die LCL bei der Wahl am 19. März 1938 im neu geschaffenen Wahlkreis Torrens wieder zum Mitglied des House of Assembly gewählt. Er vertrat diesen Wahlkreis nunmehr bis zu seiner Niederlage gegen den Labor-Politiker Herbert Baldock bei der Wahl am 29. April 1944.

### Minister, Engagement in der Methodistischen Kirche und Ehrungen
Nach dem Wahlsieg der LCL bei der Wahl am 8. April 1933, bei der diese mit 29 der 46 Sitze eine deutliche absolute Mehrheit im House of Assembly erhielt, wurde Shirley Jeffries am 18. April 1933 in die zweite Regierung von Premier Richard Layton Butler und bekleidete in dieser in Personalunion bis zum 5. November 1938 die Ämter als Generalstaatsanwalt (Attorney-General), Bildungsminister (Minister of Education), Minister für Beschäftigung (Minister of Employment) sowie als Industrieminister (Minister of Industry). Während eines Großteils der ersten Amtszeit von Jeffries in der Regierung hatte der Staat unter den Auswirkungen der Weltwirtschaftskrise gelitten. Sparmaßnahmen, insbesondere im Bildungsbereich, waren notwendig, aber unpopulär. Die Ämter als Generalstaatsanwalt, Bildungsminister, Minister für Beschäftigung sowie als Industrieminister übernahm er zwischen dem 5. November 1938 und dem 6. Mai 1944 auch in der darauf folgenden Regierung von Premier Thomas Playford IV. Jeffries befürwortete den Religionsunterricht an staatlichen Schulen, eine Maßnahme, die 1940 erlassen wurde. Er führte auch regionale Schulen ein, um verstreute, kleine Grundschulen zu ersetzen, eine Reform mit pädagogischen und finanziellen Vorteilen. Auf Grundlage des Berichts von Sir Archibald Price erließ er Gesetze zur Schaffung separater Gremien für die öffentliche Bibliothek, das Museum und die Kunstgalerie von Südaustralien. 1939 wurde er der erste Präsident des Nationalen Fitnessrates des Bundesstaates (National Fitness Council of South Australia). Am 19. Oktober 1944 wurde ihm der Höflichkeitstitel The Honourable verliehen.
Bei der Wahl am 8. März 1947 wurde Jeffries im Wahlkreis Torrens für die LCL wieder zum Mitglied des House of Assembly gewählt und konnte sich dieses Mal gegen der Wahlkreisinhaber Herbert Baldock von der ALP durchsetzen. Er vertrat diesen Wahlkreis bis zu seinem Verzicht auf eine neue Kandidatur bei der Wahl am 7. März 1953, woraufhin sein Parteifreund Leo Travers in diesem Wahlkreis gewählt wurde. Für seine Verdienste um Südaustralien wurde er am 1. Juni 1953 als Knight Bachelor (Kt) nobilitiert, wodurch er fortan das Prädikat „Sir“ führte.
Shirley Jeffries war zudem in der methodistischen Kirche (Methodist Church of Australasia) engagiert, sowohl auf staatlicher als auch auf nationaler Ebene. Er war der einflussreichste methodistische Laie seiner Generation in Südaustralien und saß in zahlreichen Gremien, Räten und Ausschüssen der Kirche. Zwei von den Methodisten gegründete neue Institutionen verdankten seiner Unterstützung viel: das Lincoln College (1952) an der University of Adelaide und die Westminster School (1961) in Marion. Jeffries wurde 1916 als Mitglied in die Generalkonferenz der Methodistischen Kirche gewählt und gehörte diese bis 1960 an.
Shirley Jeffries war zwei Mal verheiratet, aus seiner am 15. April 1914 geschlossenen Ehe mit Catherine Emma Padman († 1933) ging ein Sohn hervor, der jedoch bereits als Sechzehnjähriger verstarb. Aus seiner zweiten am 21. Mai 1935 geschlossenen Ehe der 25-jährigen Berta Marion Saint gingen die Tochter Elizabeth (* 1936) und der Sohn Richard (* 1941) hervor. Ihm zu Ehren wurde die 1967 eröffnete Sir Shirley Jeffies Memorial Chapel an der Westminster School benannt.

## Hintergrundliteratur
- Parliament of South Australia: Statistical Record of the Legislature 1836–2007 (Memento vom 11. März 2019 im Internet Archive)
- A. D. Hunt: This Side of Heaven, Adelaide 1985
- S. Cockburn: Playford. Benevolent Despot, Axiom Publishing, Adelaide 1991, ISBN 0-9594164-4-7